# Барко Гальего, Мигель дель
Мигель дель Барко Гальего (исп. Miguel del Barco Gallego; род. 18 января 1938, Льерена) — испанский композитор, органист и музыкальный педагог.
Изучал композицию и игру на органе в Сан-Себастьяне у Луиса Уртеаги, затем окончил Мадридскую консерваторию как органист. В 1968—1974 годах преподавал в Севильской консерватории, затем в 1974—2008 годах заведовал кафедрой органа в Мадридской консерватории, а в 1979—1983 и 1988—2008 годах был также её директором. С 2008 года на пенсии.
Автор оркестровых и органных сочинений, многие из которых основаны на местном материале. Написал официальный гимн автономной области Эстремадура. Гастролировал как органист в Бельгии, Австрии, Словении, Германии и США.